# قائمة حلقات برنامج ذا ديلدي شو (2010)
هذه قائمة لحلقات برنامج ذا دايلي شو مع جون ستيوارت في 2010 .

## 2010

### يناير
| التاريخ  | الضيف                 | الترويج                                   |
| -------- | --------------------- | ----------------------------------------- |
| يناير 4  | Michael Pollan        | كتاب Food Rules: An Eater's Manual        |
| يناير 5  | جورج لوكاس            | كتاب George Lucas's Blockbusting          |
| يناير 6  | مايك مولن             | رئيس هيئة الأركان المشتركة الأمريكية      |
| يناير 7  | ماغي جيلنهال          | فيلم قلب مجنون (فيلم)                     |
| يناير 11 | John Yoo              | كتاب Crisis In Command                    |
| يناير 12 | Paul Ingrassia        | كتاب بوك كورس                             |
| يناير 13 | رينغو ستار و بن هاربر | ألبوم يو نوت                              |
| يناير 14 | توم بروكاو            | برنامج إن بي سي نيوز                      |
| يناير 18 | David M. Walker       | كتاب عودة أمريكا                          |
| يناير 19 | كولين فيرث            | فيلم رجل وحيد                             |
| يناير 20 | جيمي واليز            | كتاب Rediscovering Values                 |
| يناير 21 | جولي آندروز           | فيلم جنية الأسنان                         |
| يناير 25 | بيل غيتس              | مؤسسة بيل ومليندا غيتس                    |
| يناير 26 | إليزابيث وارنر        | Chair, TARP Congressional Oversight Panel |
| يناير 27 | إيثان واترز           | كتاب Crazy Like Us                        |
| يناير 28 | Doris Kearns Goodwin  |                                           |

### فبراير
| التاريخ     | الضيف              | الترويج                                               |
| ----------- | ------------------ | ----------------------------------------------------- |
| February 1  | Austan Goolsbee    | عضو , Council of Economic Advisers                    |
| February 2  | برايان ويليامز     | برنامج NBC Nightly News                               |
| February 3  | أتول قواندي        | كتاب The Checklist Manifesto: How to Get Things Right |
| February 4  | أنتوني وينر        |                                                       |
| February 8  | Jenny Sanford      | كتاب Staying True                                     |
| February 9  | نيوت جينجريتش      |                                                       |
| February 10 | ويلي ميس           |                                                       |
| February 11 | لي دانييلز         | فيلم Precious: Based on the Novel "Push" by Sapphire  |
| February 22 | ريكي جيرفيه        | برنامج The Ricky Gervais Show                         |
| February 23 | Jeff Garlin        |                                                       |
| February 24 | Tracy Morgan       | فيلم كبار رجال الشرطة (فيلم 2010)                     |
| February 25 | Rep. James Clyburn |                                                       |